# Épico do Rei Gesar
O Épico do Rei Gesar (ˈɡɛzər ou ɡəˈzɑr, também grifado Geser, Ge-sar, Ge Sar ou Gisar) é o principal poema épico do Tibete e de boa parte da Ásia Central. Com cerca de 140 cantores especializados na obra em atividade hoje em dia, incluindo cantores de etnias tibetanas, mongóis, buriates e tus, é tido como um dos poucos épicos vivos. Tem aproximadamente 1000 anos de idade, e trata do destemido rei Gesar, que governou o reino lendário de gling.
O épico é considerado a maior obra literária do mundo; embora não exista uma compilação definitiva, a obra, se reunida, preencheria cerca de 120 volumes, contendo 20 milhões de palavras em mais de um milhão de versos.